# Liste des cavités naturelles les plus longues du Tarn
La liste des cavités naturelles les plus longues du Tarn recense, sous forme de tableau(x), les cavités souterraines naturelles connues dans ce département français, dont le développement est supérieur ou égal à cinq cents mètres.
La communauté spéléologique considère qu'une cavité souterraine naturelle n'existe vraiment qu'à partir du moment où elle est « inventée » c'est-à-dire découverte (ou redécouverte), inventoriée, topographiée et publiée. Bien sûr, la réalité physique d'une cavité naturelle est la plupart du temps bien antérieure à sa découverte par l'homme ; cependant tant qu'elle n'est pas explorée, mesurée et révélée, la cavité naturelle n'appartient pas au domaine de la connaissance partagée.
La liste spéléométrique des 9 plus longues cavités naturelles du Tarn (≥ cinq cents mètres) est actualisée à fin décembre 2019.
La plus longue cavité souterraine naturelle répertoriée dans le département du Tarn est  « le trou du Calel », sur la commune de Sorèze (cf. ligne 1 du tableau ci-dessous).
| \| Histogramme de la répartition des plus longues cavités naturelles du Tarn par classe de développement -- Les 9 cavités citées fin 2019 sont réparties en 4 classes de développement -- \| \| \| \| \| \| \| \| \| \| \| \| \| \| \| classe I >= 5 000 m 2 cavité[s] \| classe II >= 2 000 m et < 5 000 m 1 cavités \| classe III >= 1 500 m et < 2 000 m 0 cavités \| classe IV >= 500 m et < 1 500 m 6 cavités \| \| |                                 |                                             |                                              |                                           |  |
| Le graphique qui aurait dû être présenté ici ne peut pas être affiché car il utilise l'ancienne extension Graph, désactivée pour des questions de sécurité. Des indications pour créer un nouveau graphique avec la nouvelle extension Chart sont disponibles ici . |                                 |                                             |                                              |                                           |  |
| Histogramme de la répartition des plus longues cavités naturelles du Tarn par classe de développement -- Les 9 cavités citées fin 2019 sont réparties en 4 classes de développement -- |                                 |                                             |                                              |                                           |  |
| |                                 |                                             |                                              |                                           |  |
| | classe I >= 5 000 m 2 cavité[s] | classe II >= 2 000 m et < 5 000 m 1 cavités | classe III >= 1 500 m et < 2 000 m 0 cavités | classe IV >= 500 m et < 1 500 m 6 cavités |  |

## Cavités du Tarn (France) de développement supérieur à5 000 mètres
2 cavités sont recensées dans cette « classe I » au 31 décembre 2019.
| Réf. | Cavité (autres noms) | Commune | Massif ou zone | Coordonnées (WGS 84)        | Développe. (mètres) | Dénivel. (mètres) | Sources ou références                | Mise à jour |
| ---- | -------------------- | ------- | -------------- | --------------------------- | ------------------- | ----------------- | ------------------------------------ | ----------- |
| 1    | Trou du Calel        | Sorèze  | Montagne Noire | 43° 26′ 45″ N, 2° 05′ 16″ E | +006 350, m         | +0130, m          | Inv. spél. du Tarn & Grottocenter    | 2000-00     |
| 2    | Aven de la Planasse  | Penne   |                | 44° 04′ 02″ N, 1° 46′ 30″ E | +005 109, m         | +0156, m          | ASC Albigeois & Spéléoc n°91 & n°119 | 2000-00     |

## Cavités du Tarn (France) de développement compris entre2 000 mètreset4 999 mètres
1 cavité est recensée dans cette « classe II » au 31 décembre 2019.
| Réf. | Cavité (autres noms)    | Commune | Massif ou zone | Coordonnées (WGS 84)        | Développe. (mètres) | Dénivel. (mètres) | Sources ou références | Mise à jour |
| ---- | ----------------------- | ------- | -------------- | --------------------------- | ------------------- | ----------------- | --------------------- | ----------- |
| 3    | Perte des Combles d'Ali | Penne   |                | 44° 06′ 05″ N, 1° 45′ 06″ E | +002 718, m         | +0100, m          | Spéléo magazine n°88  | 2014-12     |

## Cavités du Tarn (France) de développement compris entre1 500 mètreset1 999 mètres
Aucune cavité n'est recensée dans cette « classe III » au 31 décembre 2019.

## Cavités du Tarn (France) de développement compris entre500 mètreset1 499 mètres
6 cavités sont recensées dans cette « classe IV » au 31 décembre 2019.
| Réf. | Cavité (autres noms)   | Commune       | Massif ou zone   | Coordonnées (WGS 84)        | Développe. (mètres) | Dénivel. (mètres) | Sources ou références              | Mise à jour |
| ---- | ---------------------- | ------------- | ---------------- | --------------------------- | ------------------- | ----------------- | ---------------------------------- | ----------- |
| 4    | Grotte de la Madeleine | Penne         | Causse de Caylus | 44° 04′ 25″ N, 1° 42′ 02″ E | +000862, m          | +0094, m          | Frank Vasseur                      | 2016-03     |
| 5    | Aven Viala             | Saint-Amancet | Montagne Noire   | 43° 27′ 02″ N, 2° 06′ 28″ E | +000720, m          | +0116, m          | Inv. spél. du Tarn                 | 2000-00     |
| 6    | Réseau Imbert          | Marnaves      |                  |                             | +000590, m          | +0000, m          | Spéléométrie de la France          | 2000-00     |
| 7    | Grotte de la Fendeille | Sorèze        | Montagne Noire   | 43° 26′ 42″ N, 2° 04′ 58″ E | +000583, m          | +0000, m          | Grottocenter & Inv. spél. du Tarn  | 2000-00     |
| 8    | Grotte de Cabéou       | Penne         | Causse de Caylus | 44° 05′ 04″ N, 1° 40′ 16″ E | +000550, m          | +0000, m          | plongeesout.com & Karstologia n°33 | 2000-00     |
| 9    | Grotte du Castellas    | Dourgne       | Montagne Noire   | 43° 28′ 33″ N, 2° 08′ 51″ E | +000530, m          | +0057, m          | Inv. spél. du Tarn                 | 2000-00     |